# Fife Lake (sjö i Kanada, Saskatchewan)
Fife Lake är en sjö i Kanada.   Den ligger i provinsen Saskatchewan, i den södra delen av landet, 2 300 km väster om huvudstaden Ottawa. Fife Lake ligger 803 meter över havet.
Trakten runt Fife Lake består i huvudsak av gräsmarker. Trakten runt Fife Lake är nära nog obefolkad, med mindre än två invånare per kvadratkilometer.